# 焦深
焦深（英文：Depth of Focus）用於測量圖像平面的位置公差與鏡頭。在照相機中，焦深表示照相機內膠卷位移的公差，因此有時稱為“鏡頭到膠卷公差”。

## 聚焦深度與景深
有時會錯誤地使用“聚焦深度”一詞來指代“景深”（depth of field，缩写同为“DOF”），它是鏡頭前面可接受聚焦的區域，而聚焦深度是指鏡頭後面的區域，在該區域中放置了膠片平面或傳感器以產生聚焦圖像。
“焦點深度”可以有兩個略有不同的含義。第一個是圖像平面可以移動的距離，而單個物平面仍保持可接受的清晰焦點；第二個是圖像側共軛具有第一個含義，聚焦深度關於像平面對稱；對於第二個，儘管在大多數情況下距離近似相等，但在像平面的遠側上的焦點深度更大。
在通常可以以宏觀單位（例如米和英尺）來測量景深的情況下，通常以微觀單位（例如，毫米或千分之一英寸的分數）來測量焦點深度。